# Mohamed Chtouki
Chtouki, de son vrai nom Mohamed Anouar, est un ancien joueur et entraîneur de football qui a évolué au Wydad Athletic Club (WAC) durant la période 1940-1950, formant avec Driss Joumad et Abdesselem Ben Mohammed la fameuse triplette centrale du WAC (Triplette d'Or).
Il est aussi le premier entraîneur de l'histoire d'association sportive des FAR, avec qui il était sacré Champion du Maroc D2 en réalisent la montée en 1re division et vainqueur de la Coupe du Trône. Ainsi qu'il a entraîner ensuite l'Olympique Club de Khouribga.

## Biographie
Chtouki était connu comme l'élément clé de l'effectif du WAC. Il suffisait de le faire jouer à n'importe quel poste du terrain pour y trouver la solution. Il était le grand dribleur du Wydad et pouvait éliminer plusieurs joueurs facilement, sans bien sûr parler de sa solidité physique. On voyait ainsi Chtouki aligné en attaque lorsque le Wydad faisait match nul, et en défense lorsque son équipe menait au score.
Chtouki est le joueur Marocain qui détient le 2e record de titres en championnat du Maroc avec 6 titres, et Championnat d'Afrique du Nord avec 3 titres.
Il a fini sa carrière chez les militaires après avoir accepté la demande de s.a.i. le prince héritier my. Hassan.

## Palmarès

### Joueur
- Botola Pro1 (6)
  - Champion : 1948, 1949, 1950, 1951, 1955, 1957

- Supercoupe du Maroc (7)
  - Vainqueur : 1940, 1946, 1948, 1949, 1950, 1951, 1955

- Coupe d'Ouverture de la Saison (4)
  - Vainqueur : 1947, 1948, 1949, 1951

- Coupe d'Élite du Maroc (4)
  - Vainqueur : 1946, 1947, 1951, 1955

- ULNA Ligue des Champions (3)
  - Champion : 1948, 1949, 1950

- Coupe de Casablanca (2)
  - Vainqueur : 1947, 1948

- ULNA Coupe des Coupes (1)
  - Vainqueur : 1948/49

- ULNA Super Coupe (1)
  - Vainqueur : 1947/48

- Coupe de l'Indépendance (1)
  - Vainqueur : 1956

- Botola Pro2 (1)
  - Champion : 1942

- Botola Promotion (GC) (1)
  - Champion : 1942

- Critérium du Maroc (ZS) (1)
  - Champion : 1945/1946

- Ligue du Chaouia (1)
  - Champion : 1945/1946

### Entraîneur
- Championnat du Maroc D2 (1)
  - Champion : 1959

- Coupe du Trône (1)
  - Vainqueur : 1959

## Distinctions personnelles
- Buteur de la Botola Pro1 1947/48
- Buteur de la Ligue des champions d'ULNA 1948
- Meilleur joueur marocain de l'année 1948
- Buteur de la Botola Pro1 1954/55
- Meilleur joueur marocain de l'année 1955

## Clubs
- Wydad AC  Maroc
- OGC Nice  France
- FAR de Rabat  Maroc

## Galerie
|                                  |
| 1re équipe de Wydad (1939/1940). |

|                                   |
| Équipe de Wydad saison (1941/42). |

|                                   |
| Équipe de Wydad saison (1944/45). |